# Martin Plüss
Martin Plüss (* 5. April 1977 in Murgenthal) ist ein ehemaliger Schweizer Eishockeyspieler, der beim EHC Kloten und SC Bern in der Schweizer National League A sowie beim schwedischen Erstligisten Frölunda HC unter Vertrag stand. Über viele Jahre spielte er auch für die Schweizer Nationalmannschaft und bestritt 236 Länderspiele. Sein jüngerer Bruder Benjamin Plüss war ebenfalls Eishockeyspieler.

## Karriere
Plüss begann seine Karriere beim EHC Kloten, für den er 1994 im Alter von 17 Jahren in der Nationalliga A debütierte. Mit dem Team aus dem Kanton Zürich wurde er 1995 und 1996 Schweizer Meister. In der Saison 2000/01 wurde er zum wertvollsten Spieler der Nationalliga A gewählt. Eine Spielzeit später war er zweitbester Scorer der Liga hinter dem Kanadier Christian Dubé vom HC Lugano. Im Herbst 2004 wurde er von den Frölunda HC aus der schwedischen Elitserien unter Vertrag genommen und spielte bis Ende der Saison 2007/08 in Schweden, wobei er mit der Mannschaft aus Göteborg 2005 schwedischer Meister wurde mit und mit dem Titel „Bester Schweizer im Ausland“ geehrt wurde. Er wurde üblicherweise als Center eingesetzt und war ein guter Bullyspieler sowie Scorer.
2008 unterzeichnete er einen Vertrag beim SC Bern, mit dem er 2010, 2013, 2016 und 2017 erneut Schweizer Meister und 2015 Pokalsieger seines Landes wurde. 2010, 2011 und 2015 wurde er in das All-Star Team der Nationalliga A gewählt sowie 2013 und 2015 nach mehr als einem Jahrzehnt wieder als wertvollster Spieler der Liga ausgezeichnet. Nach dem Titelgewinn 2017 (er war Mannschaftskapitän) und nach Uneinigkeit bei der Vertragsverlängerung erhielt er keinen neuen Vertrag beim SC Bern. Mitte November 2017 gab er das Ende seiner Spielerlaufbahn bekannt.

### International
Im Juniorenbereich nahm Plüss für die Schweiz an der U18-Europameisterschaft 1995 und den U20-Weltmeisterschaften 1996 und 1997 teil.
Für die Schweizer Nationalmannschaft hat Plüss über 236 Länderspiele bestritten. Er spielte bei den Weltmeisterschaften 1998, 1999, 2001, 2002, 2003, 2004, 2005, 2006, 2009, 2010, 2011 und 2013. Bei seiner letzten Weltmeisterschaft 2013 in Stockholm und Helsinki errang er mit seiner Mannschaft die Silbermedaille, ein Erfolg, den die Schweiz zuvor lediglich bei der Weltmeisterschaft 1935 erreichen konnte. Zudem spielte er bei den Olympischen Winterspielen 2002 in Salt Lake City, 2006 in Turin, 2010 in Vancouver und 2014 in Sotschi. Außerdem spielte er mehrmals beim Deutschland Cup, den er mit der Mannschaft seines Heimatlandes 2001 gewinnen konnte.

## Erfolge und Auszeichnungen
| - 1995 Schweizer Meister mit dem EHC Kloten - 1996 Schweizer Meister mit dem EHC Kloten - 2001 Wertvollster Spieler der Nationalliga A - 2005 Schwedischer Meister mit dem Frölunda HC - 2005 Bester Schweizer Spieler im Ausland - 2010 Schweizer Meister mit dem SC Bern - 2010 All-Star Team der Nationalliga A - 2011 All-Star Team der Nationalliga A | - 2013 Schweizer Meister mit dem SC Bern - 2013 Wertvollster Spieler der Nationalliga A - 2015 Schweizer Cupsieger mit dem SC Bern - 2015 Wertvollster Spieler der Nationalliga A - 2015 All-Star Team der Nationalliga A - 2016 Schweizer Meister mit dem SC Bern - 2017 Schweizer Meister mit dem SC Bern |

### International
- 2013 Silbermedaille bei der Weltmeisterschaft

## Karrierestatistik

### International
Vertrat die Schweiz bei:
| - U18-Junioren-Europameisterschaft 1995 - U20-Junioren-Weltmeisterschaft 1996 - U20-Junioren-Weltmeisterschaft 1997 - Weltmeisterschaft 1998 - Weltmeisterschaft 1999 - Weltmeisterschaft 2001 - Olympischen Winterspielen 2002 - Weltmeisterschaft 2002 - Weltmeisterschaft 2003 - Weltmeisterschaft 2004 | - Weltmeisterschaft 2005 - Olympischen Winterspielen 2006 - Weltmeisterschaft 2006 - Weltmeisterschaft 2009 - Olympischen Winterspielen 2010 - Weltmeisterschaft 2010 - Weltmeisterschaft 2011 - Weltmeisterschaft 2013 - Olympischen Winterspielen 2014 |

(Legende zur Spielerstatistik: Sp oder GP = absolvierte Spiele; T oder G = erzielte Tore; V oder A = erzielte Assists; Pkt oder Pts = erzielte Scorerpunkte; SM oder PIM = erhaltene Strafminuten; +/− = Plus/Minus-Bilanz; PP = erzielte Überzahltore; SH = erzielte Unterzahltore; GW = erzielte Siegtore; 1 Play-downs/Relegation; Kursiv: Statistik nicht vollständig)